# Fulvia nienkeae
Fulvia nienkeae is een tweekleppigensoort uit de familie van de Cardiidae. De wetenschappelijke naam van de soort is voor het eerst geldig gepubliceerd in 2012 door ter Poorten.